# دریاچه هفت‌برم
دریاچه هفت‌برم نام یکی از دریاچه‌های استان فارس می‌باشد. بَرْم در فارسی به معنی تالاب و آبگیر است.

## جغرافیا
این دریاچه در شهرستان ممسنی بخش دشمنزیاری  ۵۵ کیلومتری باختر شیراز و شمال شرقی منطقه حفاظت شده ارژن و پریشان و همچنین مختصات جغرافیایی ۲۹ درجه و ۵ دقیقه عرض شمالی واقع شده و ۱۹۵۰ متر از سطح دریا ارتفاع دارد. این دریاچه دارای چشم‌اندازهای بسیار زیبا از تپه ماهورها و برم‌های چند گانه است. آب و هوای آن در زمستان‌ها سرد و خشک و در تابستان‌ها معتدل است. نزدیکی این منطقه به شیراز، تنوع چشم‌اندازها و آب و هوای مطبوع آن سبب شده‌است که در اکثر فصل‌های سال با وجود کمبود امکانات خدماتی و رفاهی، بسیاری از اهالی شهرستان‌های شیراز، کازرون و سپیدان به این مکان مسافرت کنند. دسترسی به این گردشگاه از طریق جاده‌ای فرعی جنب پل قره آقاچ بعد از خان‌زنیان که تا جاده اصلی شیراز - کازرون ۲۲ کیلومتر فاصله دارد صورت می‌گیرد.
یکی از اکوسیستم‌های آب شیرین استان فارس، دریاچه‌های هفت‌برم می‌باشد که شامل چهار آبگیر دائمی و سه آبگیر فصلی است مساحتهای برخی از پهنه‌های آبی آبگیرهای دائمی بیش از ۲۰ هکتار می‌باشند. مجموعه دریاچه‌های هفت برم به دلیل دارا بودن شرایط مناسب زیستگاهی و حضور عوامل اکولوژیکی مساعد نظیر پوشش گیاهی و آب شیرین از مناطق جذب و تجمع پرندگان آبزی مهاجر می‌باشد. آب دریاچه‌های هفت‌برم از ریزشهای جوی و چشمه‌های پیرامون آن‌ها تأمین می‌شود. لیکن باید اشاره نمود که به دلیل دخل و تصرفات انجام شده توسط اهالی و تبدیل اراضی مرتعی حاشیه آبگیرها، منطقه دچار فرسایش خاک شده، رسوبات وارده سبب تغییر شرایط اکولوژیک در این اکوسیستم‌ها گردیده‌اند که در کاهش سطح آبی این منابع تأثیر گذارده‌اند.
باتوجه به اینکه منطقه از مناطق ویژه گردشگری استان فارس می‌باشد ولی متأسفانه بدون اخذ مجوز حفر چاه و اخذ تغییر کاربری دخل و تصرفهایی صورت گرفته‌است که در آینده نزدیک به دیس مرف شدن دریاچه‌ها کمک می‌نماید. در صورتی که اگر توسط ارگانهای محیط زیست، منابع طبیعی، شهرداری خان‌زنیان و اداره میراث فرهنگی و گردشگری فارس طرح توجیهی براساس توان اکولوژیکی منطقه تهیه می‌گردید و به در این منطقه ۶ ماه اول سال گردشگری و حفاظت ۶ ماه بعد حفاظت از پرندگان مهاجر صورت می‌گرفت می‌توانست به یکی از مناطق نمونه گردشگری جهان تبدیل گردد.

## جغرافیا و دسترسی
دریاچه هفت‌برم در منطقه‌ای تپه‌ماهوری واقع شده و به دلیل وجود دریاچه‌های کوچک و بزرگ متعدد که “برم” نامیده می‌شوند، به این نام شناخته شده است. مجموعه هفت‌برم شامل چهار آبگیر دائمی و سه آبگیر فصلی است که برخی از آن‌ها بیش از ۲۰ هکتار مساحت دارند. آب دریاچه‌ها عمدتاً از بارش‌های جوی و چشمه‌های پیرامونی تأمین می‌شود.
دسترسی به این گردشگاه طبیعی از طریق جاده‌ای فرعی در مجاورت پل قره‌ آقاج و بعد از خان‌زنیان فراهم است. فاصله این جاده تا محور اصلی شیراز–کازرون حدود ۲۲ کیلومتر است.

## اقلیم و طبیعت
این منطقه دارای اقلیم سرد و خشک در زمستان و معتدل در تابستان است و به دلیل همین آب‌وهوا، از جمله مقاصد محبوب برای سفرهای کوتاه‌مدت شهروندان شیراز، کازرون، سپیدان و روستاهای اطراف محسوب می‌شود. چشم‌اندازهای طبیعی تپه‌ماهورها، چندین برک (آبگیر) و پوشش گیاهی مناسب، زیبایی خاصی به منطقه بخشیده‌اند که همراه با تنوع زیستی، ارزش اکولوژیک قابل‌توجهی دارد.

## اکوسیستم و اهمیت زیست‌محیطی
دریاچه‌های هفت‌برم از جمله مهم‌ترین اکوسیستم‌های آب شیرین در استان فارس به شمار می‌آید. پوشش گیاهی مناسب، وجود منابع آب دائمی و فصلی و ویژگی‌های زیستگاهی مطلوب، موجب حضور گونه‌های مختلف پرندگان آبزی مهاجر و بومی در این منطقه شده است. حضور این پرندگان، نقش به‌سزایی در پویایی اکولوژیکی منطقه ایفا می‌کند.

## چالش‌ها و تهدیدات
در سال‌های اخیر، دخل و تصرفات انسانی نظیر تغییر کاربری اراضی مرتعی پیرامون دریاچه‌ها، حفر چاه‌های غیرمجاز و تبدیل زمین‌های اطراف به مزارع، باعث بروز فرسایش خاک و ورود رسوبات به آبگیرها شده و تراز سطح آب را کاهش داده است. این معضلات به تدریج شرایط اکولوژیکی منطقه را دگرگون کرده و حیات زیستی آن را تهدید می‌کند.

## گردشگری
با وجود کمبود زیرساخت‌های خدماتی و رفاهی، هفت‌برم به عنوان یکی از مناطق سرسبز اطراف شیراز، هر ساله در فصل بهار و تابستان میزبان گردشگران بسیاری است. چشم‌اندازهای طبیعی، نزدیکی به جاده اصلی و امکان دسترسی آسان، این مکان را به یکی از ظرفیت‌های گردشگری در استان فارس تبدیل کرده است. از طرف دیگر، توسعه گردشگری بی‌رویه و استفاده نادرست از منابع بدون توجه به ظرفیت‌های اکولوژیکی، می‌تواند تهدیدی جدی برای پایداری زیست‌بوم منطقه باشد.